# ヨーロッパザラボヤ
ヨーロッパザラボヤ（学名：Ascidiella aspersa）は、脊索動物門・ホヤ綱に分類されるホヤの仲間の1種。

## 分布
ノルウェーから地中海が原産域とされる。
アメリカ東海岸、アルゼンチン、南アフリカ、インド、オーストラリア南部、ニュージーランド、日本で外来種として移入分布している。日本での最初の記録は2008年9月で、北海道の内浦湾（噴火湾）のホタテガイ垂下養殖漁場において、貝や養殖施設に大量に付着していることが確認された。当初は在来種のザラボヤ（Ascidia zara）と考えられていたが、2010年にヨーロッパザラボヤであることが発表された。

## 特徴
体長130mmに達する大型のホヤ。単体性で、潮間帯から50ｍまでの水深に生息し、波の弱い湾の入り江や港内など浅海域で多く見られる。雌雄同体。